# Lucas Paquetá
Lucas Tolentino Coelho de Lima (Rio de Janeiro, 1997. augusztus 27. –), ismertebb nevén Lucas Paquetá, brazil válogatott labdarúgó, a West Ham United középpályása.

## Pályafutása

### Klubcsapatokban
Lucas Paquetá tízéves korában lett a Flamengo játékosa. Bár technikailag korosztályának egyik legjobbja volt, fizikailag elmaradt pályatársaitól. 2016-ban a Flamengo korosztályos csapatával megnyerte a Copa São Paulo de Júniorest, ami Brazília egyik legrangosabb utánpótlás versenye. Ezt követően került fel a klub első csapatához, többek közt Léo Duarte, Felipe Vizeu és Ronaldo da Silva Souza társaságában.

#### Flamengo
2016 márciusában 2020 nyaráig szóló profi szerződést írt alá nevelőklubjával. Március 5-én, a Bangu ellen  3–1-re megnyert mérkőzésen mutatkozott be a csapatban. 2017. február 19-én szerezte meg első gólját a felnőttek között a Madureira elleni 4–0-ra megnyert találkozón. 
2017-ben a Brazil Kupa döntőjében a Maracanã Stadionban a Cruzeiro ellen lépett pályára csapatával. A kupát büntetőkkel a Cruzeiro nyerte. A Copa Sudamericana 2017-es döntőjében az argentin Independientével szemben maradtak alul, szintén a Maracanã Stadionban. 
A Cariocai állami bajnokság 2018-as kiírásában megválasztották a legjobb szélső középpályásnak. 

#### AC Milan
2018. október 10-én brazil és olasz sajtóértesülések szerint a Flamengo és az AC Milan előszerződést kötött, miszerint Lucas Paquetá a téli átigazolási szezonban csapatot vált. A szerződét végül 2019 januárjában jelentették be hivatalosan, az olasz csapat 35 millió eurót fizetett érte a Flamengónak. Paquetá öt évre szóló szerződést írt alá, a milánói csapatnál a 39-es mezszámot kapta.
2019. január 19-én mutatkozott be a Milanban a Sampdoria ellen hosszabbítás után 2–0-ra megnyert kupamérkőzésen. Négy nappal később a 2018-as olasz labdarúgó-szuperkupa döntőjében a kezdőcsapatban kapott helyet. A Juventus elleni 1–0-s vereség során a 77. percig volt a pályán. Két nappal később a Genoa elleni 2–0-s győzelem alkalmával az olasz élvonalban is debütálhatott. Első gólját a Cagliari elleni 3–0-ramegnyert bajnokin lőtte, ő szerezte csapata második találatát. Másfél év alatt összesen 44 tétmérkőzést játszott a csapat színeiben. 2020. október 1-jén a Lyonhoz szerződött, húszillió euró ellenében.

### Lyon
2020. szeptember 30-án a francia Olympique Lyonnais ötévre szerződtette és 20 millió eurót fizetett érte.

### West Ham United
2022. augusztus 29-én az angol West Ham United ötévre szerződtette.

#### Fogadási botrány
2023. augusztus 18-án nyomozást kezdeményezett az angol labdarúgó-szövetség a játékos ellen, fogadással kapcsolatos szabálysértésekért. 2024 .május 23-án vádat emelt ellene a szövetség, az E5 és F3 szabályok megszegéséért. A szóban fogó mérkőzések egy 2022. november 12-i találkozó a Leicester City ellen, egy 2023. március 12-i mérkőzés az Aston Villa ellen, egy 2023. május 21-én a Leeds United ellen és egy 2023. augusztus 12-én a Bournemouth ellen. A vádak szerint tudatosan sárga lapot szerzett a játékos, hogy saját javára befolyásolja a fogadási irodákat. Paquetá tagadta a vádakat.

## Statisztika
2024. május 19-én frissítve.
| Klub               | Szezon           | Bajnokság        | Bajnokság | Bajnokság | Kupa | Kupa | Ligakupa | Ligakupa | Nemzetközi | Nemzetközi | Egyéb | Egyéb | Összesen | Összesen |
| Klub               | Szezon           | Bajnokság        | P.        | Gól       | P.   | Gól  | P.       | Gól      | P.         | Gól        | P.    | Gól   | P.       | Gól      |
| ------------------ | ---------------- | ---------------- | --------- | --------- | ---- | ---- | -------- | -------- | ---------- | ---------- | ----- | ----- | -------- | -------- |
| Flamengo           | 2016             | Série A          | 0         | 0         | 0    | 0    | –        | –        | –          | –          | 2     | 0     | 2        | 0        |
| Flamengo           | 2017             | Série A          | 17        | 1         | 3    | 1    | –        | –        | 9          | 2          | 8     | 2     | 37       | 6        |
| Flamengo           | 2018             | Série A          | 32        | 10        | 6    | 0    | –        | –        | 7          | 2          | 11    | 2     | 56       | 12       |
| Flamengo           | Összesen         | Összesen         | 49        | 11        | 9    | 1    | –        | –        | 16         | 2          | 21    | 4     | 95       | 18       |
| AC Milan           | 2018–2019        | Serie A          | 13        | 1         | 3    | 0    | –        | –        | –          | –          | 1     | 0     | 17       | 1        |
| AC Milan           | 2019–2020        | Serie A          | 24        | 0         | 3    | 0    | –        | –        | –          | –          | –     | –     | 27       | 0        |
| AC Milan           | Összesen         | Összesen         | 37        | 1         | 6    | 0    | –        | –        | 0          | 0          | 1     | 0     | 44       | 1        |
| Olympique Lyonnais | 2020–2021        | Ligue 1          | 30        | 9         | 4    | 1    | –        | –        | –          | –          | –     | –     | 34       | 10       |
| Olympique Lyonnais | 2021–2022        | Ligue 1          | 35        | 9         | 0    | 0    | –        | –        | 9          | 2          | –     | –     | 44       | 11       |
| Olympique Lyonnais | 2022–2023        | Ligue 1          | 2         | 0         | 0    | 0    | –        | –        | –          | –          | –     | –     | 2        | 0        |
| Olympique Lyonnais | Összesen         | Összesen         | 67        | 18        | 4    | 1    | –        | –        | 9          | 2          | –     | –     | 80       | 21       |
| West Ham United    | 2022–2023        | Premier League   | 28        | 4         | 2    | 0    | 0        | 0        | 11         | 1          | –     | –     | 41       | 5        |
| West Ham United    | 2023–2024        | Premier League   | 31        | 4         | 1    | 0    | 2        | 0        | 9          | 4          | –     | –     | 43       | 8        |
| West Ham United    | Összesen         | Összesen         | 59        | 8         | 3    | 0    | 2        | 0        | 20         | 5          | –     | –     | 84       | 13       |
| Karrier összesen   | Karrier összesen | Karrier összesen | 212       | 38        | 22   | 3    | 2        | 0        | 45         | 9          | 22    | 4     | 303      | 53       |

## Sikerei, díjai
Flamengo
- Torneio Octávio Pinto Guimarães: 2014
- Campeonato Carioca U-20: 2015
- Copa São Paulo de Futebol Júnior: 2016
- Cariocai állami bajnokság: 2017

West Ham United
- UEFA Konferencia Liga: 2022–23[18]

Egyéni
- Cariocai állami bajnokság, az év csapatának tagja: 2018[19][20]
- Bola de Prata: 2018
- Brazil bajnokság, az év csapatának tagja: 2018